# Drum național 2H
Der Drum național 2H (rumänisch für „Nationalstraße 2H“, kurz DN2H) ist eine Hauptstraße in Rumänien.

## Verlauf
Die Straße zweigt in dem Dorf Românești im rumänischen Teil der Bukowina vom Drum național 2 (zugleich Europastraße 85) nach Nordwesten ab. Nachdem die DN2H den Suceava überquert, führt sie durch Milișăuți (Milleschoutz), wo sie der Drum național 2K nach Westen abzweigt und durch die Stadt Rădăuți (Radautz), wo sie den Drum național 17A kreuzt, und weiter über Vicovu de Jos (dort Kreuzung mit dem Drum național 2E, der nach Norden über die nahe Grenze zur Ukraine führt), wendet sich schließlich nach Südwesten und endet in Putna an der Zufahrt zum Kloster Putna.
Die Länge der Straße beträgt etwas mehr als 45 km.